# Nova Bukovica
Nova Bukovica – wieś w Chorwacji, w żupanii virowiticko-podrawskiej, siedziba gminy Nova Bukovica. W 2011 roku liczyła 802 mieszkańców.

## Charakterystyka
Leży na wysokości 149 m n.p.m., 7 km na południowy wschód od Slatiny. Miejscowa gospodarka oparta jest rolnictwie.